# Рајхенберг (Рајна-Палатинат)
Рајхенберг (њем. Reichenberg) општина је у њемачкој савезној држави Рајна-Палатинат. Једно је од 137 општинских средишта округа Рајн-Лан. Према процјени из 2010. у општини је живјело 188 становника. Посједује регионалну шифру (AGS) 7141114.

## Географски и демографски подаци
Рајхенберг се налази у савезној држави Рајна-Палатинат у округу Рајн-Лан. Општина се налази на надморској висини од 190 метара. Површина општине износи 3,2 km². У самом мјесту је, према процјени из 2010. године, живјело 188 становника. Просјечна густина становништва износи 58 становника/km².